# Manaw Gododdin
Manaw Gododdin es el nombre que recibió la estrecha región costera al sur del Fiordo de Forth, parte del britano parlante Reino de Gododdin en la Britania posromana. Fue la tierra natal de Cunedda, conquistador de Gales del Norte, y patria de los guerreros heroicos en la épica literaria Y Gododdin. Presionado por la expansión picta hacia el sur y la northumbriana al norte, fue definitivamente destruido en el siglo VII y su territorio incorporado al entonces ascendente reino de Northumbria.
Las tierras tanto al sur como al norte del Fiordo de Firth eran conocidas como  'Manaw', pero a partir de la Era posromana, sólo el lado sur se conoce como Manaw Gododdin, el Manaw asociado con el pueblo Gododdin. Manaw Gododdin limitaba - y posiblemente incluía- Eidyn, la región que rodea al Edimburgo moderno.
Aunque Manaw Gododdin estaba localizado dentro del territorio de la actual Escocia, como parte de Yr Hen Ogledd (en inglés: The Old North:  el Antiguo Norte) es también una parte intrínseca de historia galesa, ya que galeses y Hombres del Norte (galés: Gwŷr y Gogledd
) se percibían a sí mismos como un mismo pueblo, colectivamente referido como Cymry. La llegada a Gales de Cunedda de Manaw Gododdin en c. 450 es tradicionalmente considerada el comienzo de la historia de Gales moderno.
El nombre aparece en literatura como Manaw Gododdin y Manau Gododdin. La forma galesa moderna está deletreada con un 'w'.

## Historia
La información fiable más temprana en la región del Fiordo de Forth en la época de Manaw Gododdin proviene de la investigación arqueológica sobre la Britania Romana. La patria de los Votadini, como la de los Damnonii y Novantae, no fue plantado con fuertes, sugiriendo (pero no confirmando) que los pueblos de estas regiones habían logrado un amigable entendimiento con los romanos, y consiguientemente estas tribus o reinos continuaron existendo durante la Era Romana. No hay ninguna indicación que los romanos nunca libraran guerras contra cualquier de estos pueblos.
Aun así, los romanos estaban frecuentemente en guerra con los pueblos más del norte ahora conocidos como Picts, y sus líneas militares de comunicación (i.e., sus carreteras) estaban bien fortificadas. Esto incluye la carretera a través de Manaw Gododdin, el extremo norte de Dere Street.
La referencia histórica fiable más antigua a los pueblos del norte de Gran Bretaña es de la Geografía de Tolomeo en c. 150. Dice que este era territorio de los Otadini (i.e., el Votadini), pueblo conocido más tarde como Reino de Gododdin (i.e., el Reino del Votadini). Sus tierras estaban a lo largo de la costa suroriental de Escocia y nororiental de Inglaterra, e incluían las tierras a lo largo del Fiordo de Firth, ambos al norte y al sur.
Tolomeo dice que en 150 tanto los Damnonii como los Otadini poseían las tierras al norte del Fiorde de Firth y al sur del Fiordo de Tay. Los pictos presionaban constantemente hacia el sur y a comienzos del siglo III, el Emperador Romano Severus lanzó una inefectiva campaña contra ellos.. Conocidos entonces como Maeatae, los pictos locales alcanzarían el sur del Fiordo y más allá, y a comienzos del siglo VII, los Votadini estaban atrapados entre ellos y los Anglos de Bernicia, que intentaban expandírse hacia el norte.
Ni Gododdin ni Manaw Gododdin podrían haber existido como reinos más a llá del siglo VII. El Reino de Northumbria estaba en ancenso y conquistaría toda Escocia al sur de los fiordos de Clyde y Forth. Los años definitivos fueron los años centrales del siglo VII, cuándo Penda de Mercia dirigió una alianza de Mercianos, Cymry (tanto del norte como de Gwynedd), Estanglios, y Deiranos contra Bernicia. Penda sería derrotado y muerto en la Batalla de Winwaed en 655, finalizando la alianza y cimentando el control bernicio sobre toda Gran Bretaña entre losMidlands y los fiordos escoceses. Bernicia se uniría nuevamente a Deira para formar Northumbria como el poder militar hegemónico de la época. Alt Clut  pronto reestableció su independencia, pero todos los demás reinos Britanos al norte del Solway-Tyne desaparecieron.